# 伊什梅爾·卡爾薩考
伊什梅爾·卡爾薩考（英語：Ishmael Kalsakau），萬那杜政治人物，第13任萬那杜總理(2022年至2023年）。現任溫和黨聯盟主席。

## 經歷
2022年4月至11月，卡爾薩考擔任萬那杜副總理兼内政部部長。2022年11月，卡爾薩考當選為萬那杜總理。
2022年12月，卡爾薩考與澳洲簽防務協議。2023年8月，反對黨領袖、前萬那杜總理鲍勃·拉夫曼對卡爾薩考提出不信任投票。2023年8月25日，瓦努阿圖最高法院裁定，反對黨贏得了議會中針對的卡爾薩考不信任投票，但是法院將等到8月28日會解除卡爾薩考總理職務以便讓他有時間提出上訴。
2023年9月4日，卡爾薩考上訴被駁回，薩托·基爾曼當選為萬那杜新任總理。